# Лондонска општина Бексли
Бексли (енгл. London Borough of Bexley) је назив општине у источном делу Лондона.
Општина је формирана 1965. спајањем две тадашње лондонске општине (Бексли и Ерит) са двема општинама (Крејфорд и Чизлхрст и Сидкап) које су тада административно припадале Кенту.
Резиденцијално становништво општине распоређено је у местима као Бексли, Ерит, Стари Бексли, Крејфорд, Албани Парк и друга. Кроз територију општине протиче Темза и њене две мање притоке. Иако општина има репутацију претежно заборављеног дела Лондона, у току су напори да се побољша квалитет живота њених становника у циљу чега је реновиран низ паркова и других зелених површина. 
Општина је са централним Лондоном повезана линијама приградске железнице.